# 웨스트하버역
웨스트하버역(West Harbour Station)은 캐나다 온타리오주 해밀턴 시내 북쪽에 위치해있는 GO 트랜싯의 철도역이다. 2015년 7월 9일에 개통한 이 역은 올더숏역과 더불어 레이크쇼어 웨스트선 통근열차 대부분이 시종착한다. 이 역에는 또한 GO 트랜싯의 광역버스와 해밀턴 노면 철도의 시내버스가 정차한다.

## 위치
웨스트하버역은 해밀턴 시내 북쪽에 있는 동네인 노스엔드를 따라 이어지는 캐나다 내셔널 철도 (CN) 오크빌선과 그림스비선 사이에 위치해있다. 선로 상으로는 오크빌선이 그림스비선으로 이어지는 해밀턴 분기점이 위치한 39.3마일 (63.2km) 지점 직전에 위치해있다. 나이아가라 방면으로는 그림스비선이 나이아가라 폭포에 있는 캐나다-미국 국경으로 이어진다. 역 바로 동쪽에는 온타리오주 남부 철도의 지선이 온타리오호를 끼고 있는 해밀턴항으로 이어진다.
토론토 방면으로는 캐나다 태평양 철도 (CP) 해밀턴선이 조지타운으로 이어지기 전에 CN 오크빌선으로 합류하는 진입선이 있으며, 이후 베이뷰 분기점에서 런던과 윈저로 이어지는 CN 던다스선과 분기한다. 해밀턴 GO 센터에 종착하는 레이크쇼어 웨스트선 열차는 오크빌선에서 해밀턴선으로 진입하고, 웨스트하버 또는 나이아가라폴스역에 종착하는 열차는 오크빌선 및 그림스비선을 경유한다. VIA 철도와 암트랙이 공동으로 운행하는 메이플 리프 열차도 이 노선을 경유한다.

## 역사

### 그레이트 웨스턴 철도
해밀턴의 첫 기차역은 1853년에 그레이트 웨스턴 철도 (GWR)가 나이아가라폴스와 윈저를 잇는 철도의 정차역으로 스튜어트가에 지어졌다. 당시 해밀턴역은 GWR 철도역 중에서 세 번째로 가장 규모가 큰 역이었다. 1855년에는 해밀턴과 토론토를 잇는 철도가 개통하면서 승객 수가 기하급수적으로 늘어났고 역을 확장할 필요가 있다. GWR은 1856년에 신역사 설계에 들어갔지만 역사 교체에 대한 경제적 효용이 없는 관계로 이사회는 신역사 건설에 반대하였다. 1858년, GWR은 신역사를 짓는 대신 기존 역사를 개량하기로 하였다.
1870년대 초반에 들어서서 해밀턴의 인구는 3만 명을 돌파했고 이는 기차역이 처음으로 지어진 20년 전에 비해 인구가 두 배로 늘어난 셈이었다. 승객 수용량은 한계에 도달하였고 이사회는 결국 더 큰 역사를 짓기로 하였다.

### 그랜드 트렁크
신역사 공사는 1875년 6월에 기존 역 뒷편에 이루어졌다. 신역사 설계는 그레이트 웨스트 철도의 기사장인 존 홉슨이 맡았고, 공사 감리는 피터 브레이스가 맡았다. 건물 석조와 지붕은 노스가 담당하였다. 신역사는 2층 규모의 네오고딕 건축물로, 역장실과 화물실, 부역장실로 이루어졌다. 올더숏 벽돌 공장에서 제조된 벽돌과 빨간색, 녹색, 군청색 슬레이트 지붕으로 이루어졌다. 역 내부는 높은 천장에 물푸레나무, 소나무와 호두나무 마감재로 지어졌다. 그레이트 웨스턴 철도는 1879년에 나이아가라폴스에 같은 양식의 철도역을 지었으며, 이는 여전히 원형을 유지하고 있다.
해밀턴의 지하수면이 높았던 관계로 잦은 홍수로 파놓은 구덩이가 물에 잠겨 역 기반을 짓는 데 적지 않은 어려움을 겪었다. 물의 유입을 막을 흙막이가 필요했으며, 기반 공사는 7월 중순까지 지연되었다. 신역사는 1876년 1월 15일에 개통하였으며, 개통식은 역 내 식당에서 개최하였다. 하지만 공사는 1876년 여름까지 계속되었다. 1876년 3월 말에는 1853년에 지어진 구역사와 화물헛간이 철거되었고 5월에는 승강장에 차양막이 지어졌다.
1882년에는 그레이트 웨스턴 철도가 그랜드 트렁크 (GTR)에 인수되었고, GTR이 이 역을 대부분 기간에 걸쳐 운영했기 때문에 기존 역은 GWR 역으로, 이 역은 GTR 역으로 보통 불리곤 한다.
1880년대와 1890년대에 걸쳐 스튜어트가 철도역의 승객 수는 계속 증가하였다. 해밀턴에서 지선 열차가 남쪽으로 포트도버, 북쪽으로는 콜링우드와 배리까지 운행하였다. GTR은 또한 미국 철도사와 연계하여 토론토에서 해밀턴을 거쳐 보스턴, 뉴욕, 시카고, 세인트루이스 등 다양한 미국 도시로 이어지는 침대차를 운행하였다. 1893년에는 GTR이 기존 GWR 노선을 따라 토론토에서 디트로이트로 이어지는 열차를 운행하였고, 1905년에는 토론토에서 시카고로 이어지는 열차도 이 노선을 따라 운행하였다. 이 노선은 해밀턴을 직접 지나가지 않고 해밀턴 북서쪽에 있는 본선으로 지나갔는데, 해밀턴에 정차하려면 베이뷰 분기점을 따라 스튜어트가역에 정차한 다음, 회차해서 다시 본선으로 진입해야 했다. 해밀턴 우회로 기차의 소요 시간이 최대 40분까지 증가하였다.

### 캐나다 내셔널 철도
1900년대 초반에 들어서서 해밀턴의 인구가 6만 명을 돌파하면서 철도역 또한 분주해졌다. 1907년, 그랜드 트렁크 철도는 신역사 건설지 후보 세 곳을 선정하였는데, 첫 번째는 베이와 휴슨가에 있는 철도 본선, 두 번째는 퍼거슨과 바턴가에 있는 포트도버선, 마지막으로 세 번째는 퍼거슨과 킹가였다. 하지만 신역사 건설 계획은 1차 세계대전과 그랜드 트렁크의 재정 난항으로 무산되었다. 그랜드 트렁크는 결국 1923년에 캐나다 내셔널 철도 (CN)에 인수되었다.
1928년, 해밀턴 인구는 12만 명을 돌파하였고, CN은 제임스와 머레이가에 신역사 건설을 추진하였다. 공사는 1929년에 착공하였고 1931년에 마무리되었다. 스튜어트가에 있던 기존 GTR 역사는 1931년 2월에 문을 닫고 곧 철거되었다. GTR 역사가 있었던 터는 수십 년간 공터로 남아있었다.
CN 역사는 신고전주의 건축 양식으로 지어졌고, 역 중심부는 길이 90m, 높이 25m로 지어졌다. 출입구에는 도리스 양식의 네 개의 커다란 기둥이 있고, CN의 증기 기관차, 전기 기관차와 각종 차량을 본딴 석각이 있다. 역 대합실은 길이 18m, 높이 41m로 계단 여섯 개가 밑층에 있는 세 개의 승강장으로 이어지고 선로는 총 여섯 개였다. 승강장 층에는 우편과 화물 전용 공간이 있었고 존가로 이어지는 출구도 있었다.
CN 역사는 1960년대 초반까지만 해도 승객 수요가 꾸준하였지만, 1960년대에 들어서서 401번 고속도로가 지어지면서 CN 여객열차 운행에도 적지 않은 영향을 미쳤다. 1960년에 들어서서 포트도버와 배리로 가는 여객열차는 모두 운행이 중단되었다. 베이뷰 분기점을 따라 해밀턴을 경유하던 CN의 토론토-런던-윈저-시카고 열차가 고속도로에 경쟁력을 갖추기 위해 시간을 절감하는 차원에서 해밀턴을 통과하기 시작하였다. 1962년 4월에는 토론토와 시카고를 오가는 대부분 열차가 해밀턴을 미경유하였고 1967년에는 어떤 열차도 정차하지 않았다. 이 당시 해밀턴에 정차하던 CN 열차는 토론토-나이아가라폴스와 토론토-뉴욕 열차 뿐이였다.
1960년대에는 철도 우편 취급이 중단되고 여객 수도 줄어들면서 역 내 우편 및 택배 취급 창구도 화물 차량 정비 시설로 교체하였으며, 역에 가장 근접한 네 개 선로는 정비 전용 선로로 바뀌었다. 선로 네 개와 승강장 두 개가 줄어들면서 CN은 대합실에서 승강장으로 이어지는 계단을 하나만 남겨두고 나머지는 전부 폐쇄하였다.

### GO 트랜싯
1967년 5월 23일, 토론토 지역의 광역 교통을 책임지는 공기업인 GO 트랜싯은 CN의 토론토-해밀턴 통근열차를 대신 운행하였다. CN의 나머지 여객열차 노선은 1978년에 VIA 철도로 이관되었고, 이에 따라 1980년대에는 CN 내 정비 인력이 대거 감축되었다.
제임스가역은 이후 몰락의 길을 걸었다. 1985년에는 VIA 철도가 CN으로부터 제임스가역을 임대하였고, 1989년에는 VIA 철도의 정부 지원금이 대거 감축되면서 토론토와 나이아가라폴스를 오가는 열차가 하루 2회로 줄어들었다. 이와 동시에 토론토와 해밀턴 간 통근열차를 운행하던 GO 트랜싯은 해밀턴역을 새로운 해밀턴 GO 센터로 이전하였고, CN 정비 인력이 대거 감축되면서 VIA 철도는 제임스가역에서 철수하였다.
VIA 철도는 해밀턴에 새로운 역을 짓는 대신 벌링턴, 해밀턴, 던다스역을 폐역하고 1992년 5월 25일부터 벌링턴에 있는 올더숏역에 토론토-나이아가라폴스 열차와 토론토-런던-윈저 열차를 정차하였다. GO 트랜싯 또한 이듬해 2월 26일에 제임스가역의 운행을 중단하였다.
역은 운행 횟수에 비해 규모가 크고, 유지 및 보수 비용이 막대하게 들어가는 관계로 수 년 동안 방치되었다. 하지만 1996년에 《롱 키스 굿 나잇》 영화 제작진이 제임스가역에서 촬영하기 위해 CN에 역 보수 비용 100만 달러를 지급하면서 상황이 달라졌다. 영화는 성공을 이루었고 이 소식을 들은 북아메리카 국제 노동자 연맹 (LIUNA)는 300만 달러를 추가로 투자하여 역을 사들인 다음 부수적인 보수 공사를 진행하였다. 2000년에는 제임스가역이 LIUNA역으로 개통하였고 이곳은 엑스맨 촬영지로도 쓰였다.

### 웨스트하버역
2013년 5월 31일, 온타리오주 교통부는 CN 오크빌선을 따라 해밀턴에 새로운 통근열차역을 지을 계획을 발표하였다. 공사 비용은 300만 달러로 추산되었으며 1단계 공사는 2015년 7월 9일, 2015년 팬아메리칸 게임에 맞춰 완공하였다. 2013년 5월 31일에 온타리오 주 교통부가 발표한 문건에 따르면 2단계 공사는 2015년 8월부터 시작할 계획이였다. 2단계 공사는 팬아메리칸 게임 직후인 2015년 8월에 시작하였고, 메트로링스는 역 건설을 위해 미시소가의 케네이던 계약 업체에 4400만 달러 규모의 역 건설 사업을 발주하였다.
역은 2015년 7월 9일에 개통하였고 처음에는 일반 통근열차가 하루 왕복 2회, 이 외에도 팬아메리칸 게임 전용 열차가 정차하였다. 2019년에는 정차 횟수가 왕복 4회로 늘어났고, 이 중 1회는 나이아가라폴스까지 이어졌다. 2021년 8월 7일부터는 웨스트하버역이 올더숏역과 더불어 평시와 출퇴근 시간 종착역이 되었다.

## 시설
웨스트하버역은 직원이 상주하는 유인역이다. 매표소는 평일 오전 6시부터 오후 1시 15분까지 개방하고, 주말과 공휴일에는 문을 닫는다. 매표소에서는 프레스토 카드를 구매, 충전하는 것은 물론 어린이, 노인 및 학생용 카드로 설정할 수 있다. 역 안에 있는 자동판매기에서는 프레스토 카드를 충전하거나 일회용 티켓을 구매할 수 있다. 이 외에도 프레스토 카드 단말기에서는 신용카드, 체크카드 및 모바일 페이를 통해 통근열차 요금을 지불할 수 있다. 또한 스마트폰으로 GO 트랜싯 홈페이지에서 이티켓 (e-ticket)을 구매해 출발 5분 전에 사용하는 방법도 있다.
역 내부에는 대합실, 화장실, 와이파이, 공중전화가 있으며, 역 전체에는 교통약자가 이용할 수 있도록 엘리베이터가 설치되어있다. 웨스트하버역에는 환승 주차장이 있지만, 해밀턴 시내와 가까운 관계로 주차 공간은 46대로 다른 역에 비해 많지는 않은 편이다. 웨스트하버역을 자주 이용하는 승객들을 위한 전용 주차 공간을 사전에 예약할 수도 있다. 웨스트하버역까지 자전거를 타고 가는 승객들을 위해 자전거 거치대도 마련되어있다. 또한 역으로 마중 나가는 운전자들을 위한 정차 공간도 있다.
웨스트하버역 바로 앞에 있는 버스 승강장에는 GO 트랜싯의 18번 버스만 정차하고, 해밀턴 시내버스는 제임스 스트리트에 있는 도로변 정류장에서 버스를 탈 수 있다.

## 운행 계통
이 역은 레이크쇼어 웨스트선 열차가 매일 상시 1시간 간격으로 시종착한다. 이 외에도 나이아가라폴스발 유니언행 열차가 평일 아침에 1회 정차하고, 유니언발 나이아가라폴스행 열차가 저녁에 정차한다. 한편 올더숏역에 종착하는 통근열차는 평일에 한해 18K번 버스와 연계하여 해밀턴 GO 센터, 웨스트하버역, 세인트캐서린스역을 경유해 브록 대학교까지 이어진다.

## 버스 연결편
웨스트하버역에 정차하는 버스는 아래와 같다. 2022년 3월 14일부터 새로운 환승 정책으로 GO 트랜싯과 해밀턴 시내버스 간 환승 시 환승 할인이 적용되며 시내버스 요금은 차감되지 않는다.

### GO 트랜싯
| 노선 | 노선              | 노선           | 종점         | 종점 | 종점                 | 경유지 | 기준일          | 비고 |
| ---- | ----------------- | -------------- | ------------ | ---- | -------------------- | --- | --------------- | ---- |
| 18A  | 레이크쇼어 웨스트 | Lakeshore West | 웨스트하버역 | ↔    | 유니언역 버스 터미널 | 해밀턴 GO 센터 · 킹 / 던던 · 올더숏역 · 벌링턴역 · 오크빌역 · 클락슨역 · 포트크레딧역 · 유니언역 버스 터미널                                                    | 2023년 6월 24일 |      |
| 18J  | 레이크쇼어 웨스트 | Lakeshore West | 웨스트하버역 | →    | 유니언역 버스 터미널 | 해밀턴 GO 센터 · 킹 / 던던 · 올더숏역 · 벌링턴역 · 애플비역 · 브론티역 · 오크빌역 · 클락슨역 · 포트크레딧역 · 유니언역 버스 터미널                              | 2023년 6월 24일 |      |
| 18K  | 레이크쇼어 웨스트 | Lakeshore West | 브록 대학교  | ↔    | 올더숏역             | - 벌링턴 방면: 해밀턴 GO 센터 · 킹 / 던던 · 올더숏역 - 세인트캐서린스 방면: 센테니얼 / QEW · 카사블랑카 / QEW · 온타리오 / QEW · 세인트캐서린스역 · 브록 대학교 | 2023년 6월 24일 |      |

### 해밀턴 노면 철도
|  |  |  |

|  |  |  |

|  |  |  |

|  |  |  |

|  |  |  |

|  |  |  |

|  |  |  |

|  |  |  |

|  |  |  |

|  |  |  |

|  |  |  |

|  |  |  |

|  |  |  |  |  |

|  |  |  |  |  |

|  |  |  |  |  |

|  |  |  |  |  |

|  |  |  |  |  |

|  |  |  |  |  |

|  |  |  |  |  |

|  |  |  |  |  |

|  |  |  |  |  |

|  |  |  |  |  |

|  |  |  |  |  |

|  |  |  |  |  |

|  |  |  |  |  |

|  |  |  |  |  |

|  |  |  |  |  |

|  |  |  |  |  |

|  |  |  |  |  |

|  |  |  |  |  |

|  |  |  |  |  |

|  |  |  |  |  |

|  |  |  |  |  |

|  |  |  |  |  |

|  |  |  |  |  |

|  |  |  |  |  |

|  |  |  |  |  |

|  |  |  |  |  |

|  |  |  |  |  |

|  |  |  |  |  |

|  |  |  |  |  |

|  |  |  |

|  |

|  |

|  |

|  |  |  |

|  |  |  |

|  |  |  |

|  |  |  |

|  |  |  |

|  |  |  |

|  |  |  |

|  |  |  |

|  |  |  |

|  |  |  |

|  |  |  |

|  |  |  |

|  |  |  |  |  |

|  |  |  |  |  |

|  |  |  |  |  |

|  |  |  |  |  |

|  |  |  |  |  |

|  |  |  |  |  |

|  |  |  |  |  |

|  |  |  |  |  |

|  |  |  |  |  |

|  |  |  |  |  |

|  |  |  |  |  |

|  |  |  |  |  |

|  |  |  |  |  |

|  |  |  |  |  |

|  |  |  |  |  |

|  |  |  |  |  |

|  |  |  |  |  |

|  |  |  |  |  |

|  |  |  |  |  |

|  |  |  |  |  |

|  |  |  |  |  |

|  |  |  |  |  |

|  |  |  |  |  |

|  |  |  |  |  |

|  |  |  |  |  |

|  |  |  |  |  |

|  |  |  |  |  |

|  |  |  |  |  |

|  |  |  |  |  |

|  |  |  |

|  |

|  |

|  |

|  |  |  |

|  |  |  |

|  |  |  |

|  |  |  |

|  |  |  |

|  |  |  |

|  |  |  |

|  |  |  |

|  |  |  |

|  |  |  |

|  |  |  |

|  |  |  |

|  |  |  |  |  |

|  |  |  |  |  |

|  |  |  |  |  |

|  |  |  |  |  |

|  |  |  |  |  |

|  |  |  |  |  |

|  |  |  |  |  |

|  |  |  |  |  |

|  |  |  |  |  |

|  |  |  |  |  |

|  |  |  |  |  |

|  |  |  |  |  |

|  |  |  |  |  |

|  |  |  |  |  |

|  |  |  |  |  |

|  |  |  |  |  |

|  |  |  |  |  |

|  |  |  |  |  |

|  |  |  |  |  |

|  |  |  |  |  |

|  |  |  |  |  |

|  |  |  |  |  |

|  |  |  |  |  |

|  |  |  |  |  |

|  |  |  |  |  |

|  |  |  |  |  |

|  |  |  |  |  |

|  |  |  |  |  |

|  |  |  |  |  |

|  |  |  |

|  |

|  |

|  |

|  |  |  |

|  |  |  |

|  |  |  |

|  |  |  |

|  |  |  |

|  |  |  |

|  |  |  |

|  |  |  |

|  |  |  |

|  |  |  |

|  |  |  |

|  |  |  |

|  |  |  |  |  |

|  |  |  |  |  |

|  |  |  |  |  |

|  |  |  |  |  |

|  |  |  |  |  |

|  |  |  |  |  |

|  |  |  |  |  |

|  |  |  |  |  |

|  |  |  |  |  |

|  |  |  |  |  |

|  |  |  |  |  |

|  |  |  |  |  |

|  |  |  |  |  |

|  |  |  |  |  |

|  |  |  |  |  |

|  |  |  |  |  |

|  |  |  |  |  |

|  |  |  |  |  |

|  |  |  |  |  |

|  |  |  |  |  |

|  |  |  |  |  |

|  |  |  |  |  |

|  |  |  |  |  |

|  |  |  |  |  |

|  |  |  |  |  |

|  |  |  |  |  |

|  |  |  |  |  |

|  |  |  |  |  |

|  |  |  |  |  |

|  |  |  |

|  |

|  |

|  |

|  |

|  |

|  |  |  |

|  |  |  |

|  |  |  |

|  |  |  |

|  |  |  |

|  |  |  |

|  |  |  |

|  |  |  |

|  |  |  |  |  |

|  |  |  |

|  |

|  |

|  |

|  |

|  |

|  |

|  |

|  |  |  |

|  |  |  |

|  |  |  |

|  |

|  |

|  |  |  |

|  |  |  |

|  |  |  |

|  |  |  |

|  |  |  |

|  |  |  |

|  |  |  |

|  |  |  |

|  |  |  |  |  |

|  |  |  |

|  |

|  |

|  |

|  |

|  |

|  |

|  |

|  |  |  |

|  |  |  |

|  |  |  |

|  |

|  |

|  |  |  |

|  |  |  |

|  |  |  |

|  |  |  |

|  |  |  |

|  |  |  |

|  |  |  |

|  |  |  |

|  |  |  |  |  |

|  |  |  |

|  |

|  |

|  |

|  |

|  |

|  |

|  |

|  |  |  |

|  |  |  |

|  |  |  |

|  |

|  |

|  |  |  |

|  |  |  |

|  |  |  |

|  |  |  |

|  |  |  |

|  |  |  |

|  |  |  |

|  |  |  |

|  |  |  |  |  |

|  |  |  |

|  |

|  |

|  |

|  |

|  |

|  |

|  |

|  |  |  |

|  |  |  |

|  |  |  |

|  |

|  |  |  |

|  |

| 콜본 |
| 바턴 |

|  |

|  |  |  |

|  |  |  |

|  |  |  |

|  |  |  |

|  |  |  |

|  |

|  |  |  |

|  |

| 콜본 |
| 바턴 |

|  |

|  |  |  |

|  |  |  |

|  |  |  |

|  |  |  |

|  |  |  |

|  |

|  |  |  |

|  |

| 콜본 |
| 바턴 |

|  |

|  |  |  |

|  |  |  |

|  |  |  |

|  |  |  |

|  |  |  |

|  |

|  |  |  |

|  |

| 콜본 |
| 바턴 |

|  |

|  |  |  |

|  |  |  |

|  |  |  |

|  |  |  |

|  |  |  |

## 인접한 역
| CN 오크빌선 · 그림스비선           | CN 오크빌선 · 그림스비선      | CN 오크빌선 · 그림스비선 |
| ---------------------------------- | ----------------------------- | ------------------------ |
| 세인트캐서린스 나이아가라폴스 방면 | GO 트랜싯 레이크쇼어 웨스트선 | 올더숏 유니언 방면       |

## 같이 보기
- 해밀턴 GO 센터